# 사루구

사루 구의 위치

사루구(한국어: 사록구, 중국어: 沙鹿區, 병음: Shālù Qū)는 중화민국 타이중시의 시할구이다. 넓이는 40.4604km2이고, 인구는 2015년 8월 기준으로 89,031명이다.

## 지리
사루 구는 동서로 약 4.8km, 남북으로 약 7.88km이고 총면적은 40.4604km2이다. 평균 해발은 65m, 동쪽은 다두 산을 사이에 두고 시툰 구, 다야 구, 선강 구와, 서쪽은 타이완 해협과 우치 구와, 남쪽은 룽징 구와, 북쪽은 칭수이 구와 각각 접하고 있다. 기후는 계절풍의 영향을 받아 겨울에는 강풍과 건조함이 특징이지만, 여름부터 가을에 걸쳐 강수량이 많고 온화하며, 연평균 기온은 22.8℃로 농업에 적절한 환경이다.

## 역사
1650년 전후, 네덜란드인, 스페인인에 의해 대만이 점거되었을 때, 섬 전체민의 조사가 행해졌다. 이 때에 사루는 사록사(沙轆社, Soa-lak)로 불렸으며 30호 전후의 주민이 확인되었다. 주민은 평포족 안의 파포라족(拍瀑拉族, Papora)으로 여겨지며 그들은 사슴을 중심으로 한 수렵과 소규모의 고구마나 옥수수의 경작에 종사하고 있었다. 그들의 활동은 이 지구의 개발에 큰 영향을 주어 대갑계 이남, 대두계 이북의 지구에 4개의 취락을 형성했다. 그 중 하나가 사라츠(Salach)와 고마츠(Gomach)로 훗날 각각 사록사와 우매사(牛罵社, 현재의 칭수이 진)로 음역되었다.
정성공에 의한 대만 통치가 시작되면서 한족은 차례차례로 대만으로 이주했다. 당시의 이 지역은 산록이 많고, 한족은 산록에서 수렵을 행하였으며, 수렵의 휴식과 사슴 가죽의 보관을 위한 간단한 거처를 마련했다. 이것이 점차 발달해 취락을 형성해 녹료(鹿寮)로 불리게 되었다.
청의 통치가 시작되면서 옹정 연간이 되면 총병인 남연진이 중부에서 둔병사업을 시작했다. 그러나 이 둔전 정책은 평포족과 토지를 놓고 자주 분규를 일으켰고, 1732년이 되면서 '대갑서사의 난'으로 불리는 대규모 충돌이 발생했고, 사록사는 반란에 참가해 창화현성의 포위전에 참가하는 등, 4개월에 걸치는 혼란이 계속되었다. 결국은 청의 총병인 왕군에 의해 평정되어 사록사는 천선사(遷善社)로 개칭되었다. 사록은 건륭 연간에 동안현의 채(蔡)씨, 안서현의 왕(王)씨, 남안현의 이(李)씨 및 진강현의 소(蕭)씨 등의 일족이 이주 해 사록신장(沙轆新庄)이 점차 형성되었다. 가경 연간이 되면서 사록은 남북 교통의 요충지로서 발전했고, 병방이 설치되어 수비병 15명이 두어졌다. 18세기 말에는 사록가, 우매가의 명칭이 지방지에 출현하고 있다.
이와 같이 300년 이상에 걸쳐서 사용되고 있던 사록(沙轆)이라는 지명이지만, 일본 통치 시대의 1920년, 샤로쿠(沙鹿)로 개칭되었다. 이로 인해 평포족이 사용하고 있던 사라츠(Salach)의 발음에서 유래하는 지명은 소멸하게 되었다. 1937년, 샤로쿠 장(沙鹿庄)이 샤로쿠 가(沙鹿街)로 개칭되었고 1950년에 사루 진으로 개칭되었다.

## 교통
- 타이중 공항
- 타이완 철로관리국 해안선
- 국도 3호선

## 같이 보기
- 타이중시